# PFK Sotji
PFK Sotji (ryska: «Футбольный клуб Сочи») är en rysk fotbollsklubb från Sotji. Klubben grundades 2018 och spelar sina hemmamatcher på Olympiastadion Fisjt. De spelar i den ryska högsta divisionen Ryska Premier League.

## Historia
PFK Sotji grundades den 6 juni 2018 efter att FK Dynamo Sankt Petersburg flyttade till Sotji och blev därmed den enda professionella fotbollsklubben i staden.
Den 11 maj 2019 säkrade klubben en andraplats i Ryska förstadivisionen 2018–19 och blev således uppflyttade för första gången i klubbens historia till Premjer-Liga inför säsongen 2019–20.

## Placering tidigare säsonger
| Säsong  | Nivå | Liga         | Placering | Referens |
| ------- | ---- | ------------ | --------- | -------- |
| 2018/19 | 2    | 1. Division  | 2         | [ 1 ]    |
| 2019/20 | 1    | Premjer-Liga | 12        | [ 2 ]    |
| 2020/21 | 1    | Premjer-Liga | 5         | [ 3 ]    |
| 2021/22 | 1    | Premjer-Liga | 2         | [ 4 ]    |
| 2022/23 | 1    | Premjer-Liga |           |          |

## Spelare

### Nuvarande trupp
Uppdaterad: 21 januari 2022
| 1  | Ryssland | Denis Adamov      | 20 februari 1998 | Krasnodar (-21)       |
| 12 | Ryssland | Nikolai Zabolotny | 16 april 1990    | Rotor Volgograd (-18) |
| 35 | Ryssland | Soslan Dzjanajev  | 13 mars 1987     | Miedź Legnica (-19)   |

| 4  | Kroatien  | Mateo Barać      | 20 juli 1994      | Rapid Wien (-21)              |
| 5  | Brasilien | Rodrigão         | 11 september 1995 | Gil Vicente (-21)             |
| 13 | Ryssland  | Sergei Terekhov  | 27 juni 1990      | Orenburg (-20)                |
| 20 | Ryssland  | Igor Yurganov    | 10 december 1993  | Dinamo Sankt Petersburg (-18) |
| 27 | Ryssland  | Kirill Zaika     | 7 oktober 1992    | Chimki (-18)                  |
| 34 | Ryssland  | Timofei Margasov | 12 juni 1992      | Lokomotiv Moskva (-19)        |
| 87 | Ryssland  | Danila Prokhin   | 24 maj 2001       | Rostov (-21)                  |
| 90 | Ryssland  | Pavel Shakuro    | 25 juli 1997      | Tyumen (-19)                  |

| 6  | Ryssland        | Artur Yusupov     | 1 september 1989  | Dynamo Moskva (-20)          |
| 8  | Bulgarien       | Ivelin Popov      | 26 oktober 1987   | Rostov (-20)                 |
| 15 | Ryssland        | Ibragim Tsallagov | 12 december 1990  | Zenit Sankt Petersburg (-19) |
| 16 | Ecuador         | Christian Noboa   | 9 april 1985      | Zenit Sankt Petersburg (-19) |
| 18 | Ryssland        | Nikita Burmistrov | 6 juli 1989       | Rotor Volgograd (-18)        |
| 19 | Elfenbenskusten | Victorien Angban  | 29 september 1996 | Metz (-21)                   |
| 22 | Brasilien       | Joãozinho         | 25 december 1988  | Dynamo Moskva (-20)          |

| 7  | Ryssland | Dmitriy Vorobyov | 28 november 1997 | Orenburg (-21)                |
| 10 | Ryssland | Maksim Barsov    | 29 april 1993    | Dinamo Sankt Petersburg (-18) |
| 30 | Colombia | Mateo Cassierra  | 13 april 1997    | Belenenses (-21)              |
| 53 | Ryssland | Daniil Pavlov    | 5 juni 2002      | Arsenal Tula (-19)            |